# Faltings sats
Mordells förmodan är inom talteori en förmodan av Louis Joel Mordell (1922) som säger att en kurva av genus större än 1 över kroppen Q av rationella tal har bara ändligt många punkter.  Förmodan generaliserades senare genom att ersätta Q med en godtycklig talkropp. Den bevisades senare av Gerd Faltings 1983 och är numera känt som Faltings sats.